# Folkefronten til Palæstinas Befrielse-Generalkommandoen
Folkefronten til Palæstinas Befrielse-Generalkommandoen (ofte forkortet PFLP-GC efter engelsk Popular Front for the Liberation of Palestine-General Command) er en organisation ledet af Ahmed Jibril og udbrudt af PFLP i 1968.
PFLP-GC har stået på den Europæiske Unions terrorliste siden 2006. PFLP-GC figurerer som terrororganisation på EU's og USA's henholdvise terrorlister.
Gruppen har en paramilitær fløj kaldet Jihad Jibril Brigades.

## Historie
I 1989 var der terroralarm i samtlige nordiske lufthavne.
Ifølge information i Ekstra Bladet var der tale om 10–13 palæstinensiske terrorister sandsynligvis fra PFLP-GC, der ville lave en aktion mod et fly.
I maj 2002 dræbte en bilbombe Jihad Jibril, den 41-årige søn af Ahmed Jibril.
Jihad Jibril var en af organisationens militærchefer. 
PFLP-GC beskyldte Mossad for mordet, men det blev benægtet.
I forbindelse med den syriske borgerkrig har PFLP-GC støttet Bashar al-Assad og skulle angiveligt have kæmpet sammen med den syriske hær imod oprørene i og omkring Yarmouk.